# La stravaganza
Pour les articles homonymes, voir Stravaganza (homonymie).
La stravaganza (l'extraordinaire, l'excentricité, l'extravagance, en italien) d'Antonio Vivaldi (opera quarta, op. 4) est une série de 12 concertos pour violon baroques, pour un ou deux violons solistes, orchestre à cordes, et basse continue, du compositeur italien Antonio Vivaldi (1678-1741). Composés en 1712-1713, et édités chez Étienne Roger & Le Cène libraire en 1716 à Amsterdam aux Pays-Bas, ils sont dédiés à Vettor Delfino (un de ses anciens élèves violoniste, et richissime mécène de la noblesse vénitienne).

## Histoire

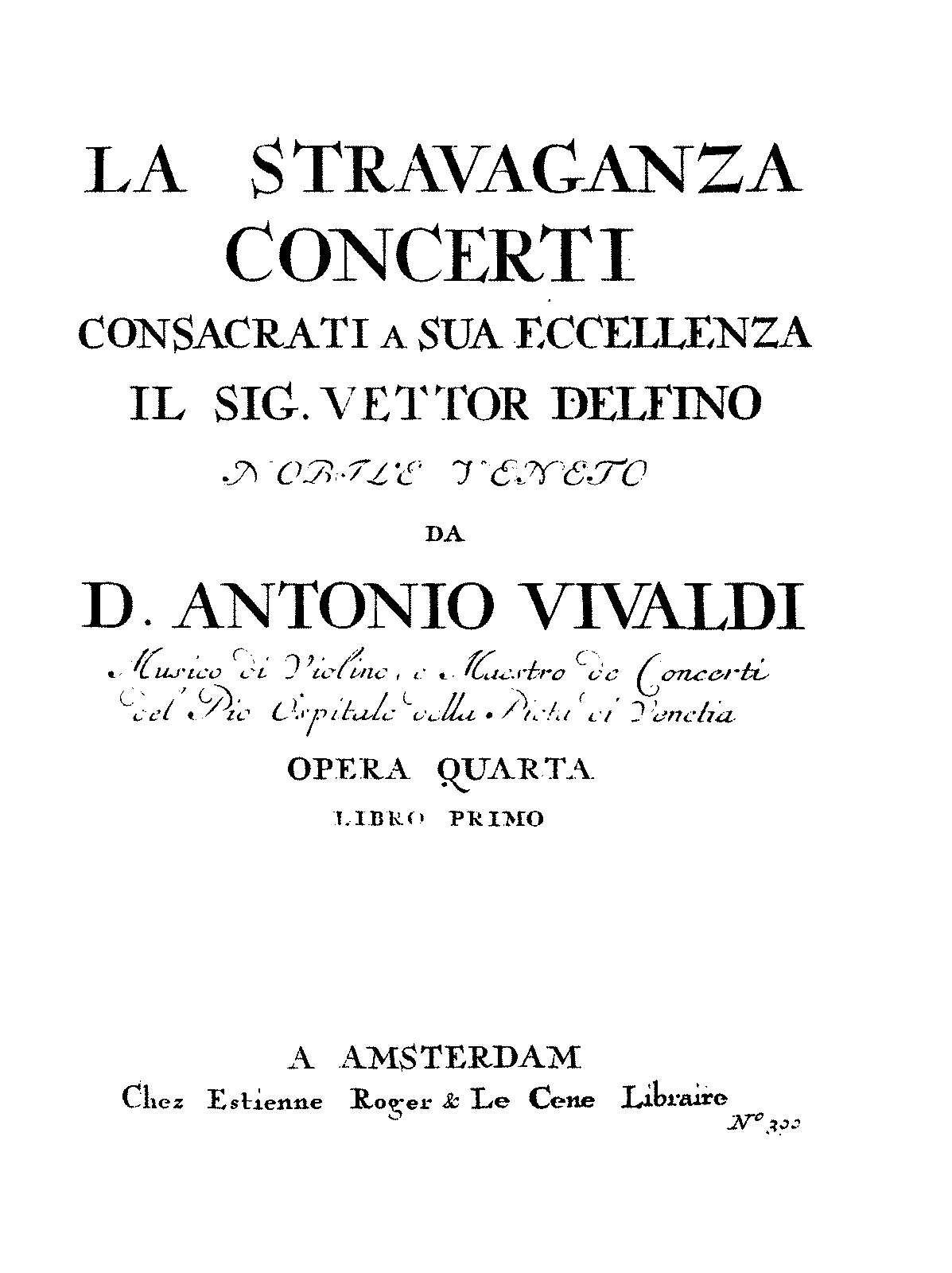
Couverture de la partition originale de La Stravaganza de Vivaldi

Après avoir commencé sa carrière de prêtre-compositeur-violoniste maestro virtuose avec son père (Giovanni Battista Vivaldi, compositeur-violoniste virtuose de la basilique Saint-Marc) dans sa ville natale de Venise avec, entre autres, son œuvre La Folie de ses premières séries de douze Sonates en trio, op. 1 de 1703, puis douze Sonates pour violon et basse continue, op. 2 de 1709, Antonio Vivaldi poursuit ses compositions par séries de 12 ou de 6 (Opus de Vivaldi). 
Il marque l'histoire de la musique classique occidentale et des concertos (en tant que prêtre-violoniste et maître de concert du Pieux Hôpital de la Pitié de Venise) avec sa série de 12 concertos L'invention harmonique op. 3 de 1711, suivie (à l'age de 34 ans) de ce 4e opus de 12 concertos pour violon, qu'il publie avec succès comme son précédent opus chez le célèbre éditeur de musique Étienne Roger & Le Cène libraire d'Amsterdam  aux Pays-Bas, pour étendre sur toute l'Europe son importante notoriété de Venise. Il devient alors un des plus importants compositeurs et violonistes de l'histoire de la musique classique occidentale. 
Le style et le thème « excentrique, extraordinaire, extravagant » de cette série de concertos pour violon, dédiés à son richissime mécène de la noblesse vénitienne et ancien élève Vettor Delfino, illustre le coté grandiose et fastueux de la vie d'alors à Venise, par son prodigieux et brillant génie créatif de violoniste virtuose, décliné sous une richesse prolifique de multiples formes expérimentales de raffinements lyriques exaltants et extravagants, par lesquels il contribue à dépasser le concerto grosso de l'époque pour créer et magnifier le « concerto »,, avec des sons nouveaux, textures ingénieuses, lignes mélodiques exploratoires,,, œuvre influente préparatoire, précurseur et annonciatrice entre autres du futur opus magnum de sa carrière « Les Quatre Saisons » (de sa série de 12 concertos pour violon L'Épreuve de l'Harmonie et de l'Invention, opus 8 de 1725).

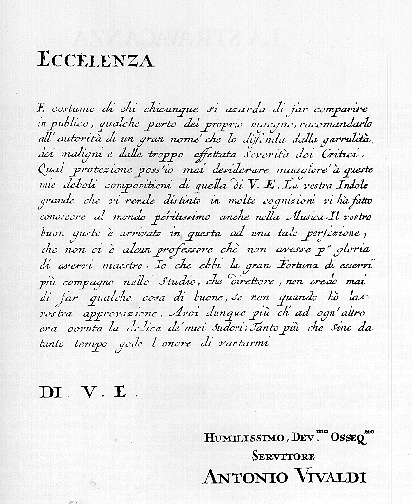
Page de dédicace de la partition originale de La Stravaganza de Vivaldi

## Dédicace
« Concerts dédiés à Son Excellence monsieur Vettor Delfino, noble vénitien, par le père Antonio Vivaldi, violoniste et maître de concert du Pieux Hôpital de la Pitié de Venise. » (Concerti consacrati Sua Eccellenza il Signor Vettor Delfino, nobile veneto, par Don Antonio Vivaldi, Musico di Violino et Maestro des Concerti del Pio Ospitale della Pietà di Venetia., en italien).

## La stravaganza op. 4 de Vivaldi
- Concerto n°1 en si bémol majeur, RV 383a
- Concerto n°2 en mi mineur, RV 279
- Concerto n°3 en sol majeur, RV 301
- Concerto n°4 en la mineur, RV 357
- Concerto n°5 en la majeur, RV 347
- Concerto n°6 en sol mineur, RV 316a
- Concerto n°7 en ut majeur, RV 185
- Concerto n°8 en ré mineur, RV 249
- Concerto n°9 en fa majeur, RV 284
- Concerto n°10 en ut mineur, RV 196
- Concerto n°11 en ré majeur, RV 204
- Concerto n°12 en sol majeur, RV 298